# Лаунсбери, Джон
Джон Митчел Лаунсбери (англ. John Mitchell Lounsbery, 9 марта 1911, Цинциннати — 13 февраля 1976, Лос-Анджелес) — американский аниматор, режиссёр. Он наиболее известен как один из представителей девятки диснеевских стариков, из которых он прожил меньше всех и умер первым.

## Биография
Джон Лаунсбери родился 9 марта 1911 года в Цинциннати, штат Огайо. Когда ему было 5 лет его семья переехала в Колорадо, где прошло всё его детство. Жизнь в горной местности сформировала у него любовь к природе: кроме работы аниматором, Джон любил кататься на горных лыжах и ходить в походы.
В 13 лет у Джона умер отец, и семья осталась в тяжелом финансовом положении. В это тяжелое время Джон увлекался анимацией. В старшей школе Джон делал рисунки для школьного ежегодника, по которым он был хорошо известен в школе. В 1932 году Джон заканчивает «Денверский институт искусства», после чего один из сокурсников убеждает его посетить «Центр искусств» в Лос-Анджелесе.
Позже один из учителей Джона рекомендует ему обратиться за работой на студию Уолта Диснея, которая во времена Великой депрессии искала молодых художников. Он был принят на работу 2 июля 1935 года в должности помощника аниматора. В это время студия работала над мультфильмом «Белоснежка и семь гномов».
В 1940-х годах Джон участвовал в разработке почти всех самых знаменитых мультфильмов студии Дисней. В 1970-х он был повышен в должности до режиссёра, в частности, он занимался режиссированием «Винни-Пух, а с ним и Тигра!» и был сорежиссёром мультфильма «Спасатели».
Джон Лаунсбери умер 13 февраля 1976 года от сердечной недостаточности во время хирургической операции, в то время когда студия работала над «Спасателями». Похоронен на кладбище Голливуд-Хиллз в Лос-Анджелесе. В 1989 году посмертно награжден премией Легенды Диснея.